# Hikari Nakade
Hikari Nakade (jap. 中出 ひかり, Nakade Hikari; * 6. Dezember 1988 in Mie) ist eine japanische Fußballspielerin.

## Karriere

### Verein
Nakade spielte in der Jugend für Kibi International University Charme. Sie begann ihre Karriere bei Iga FC Kunoichi.

### Nationalmannschaft
Mit der japanischen U-20-Nationalmannschaft qualifizierte sie sich für die U-20-Weltmeisterschaft der Frauen 2008.
Nakade absolvierte ihr erstes Länderspiel für die japanischen Nationalmannschaft am 26. September 2013 gegen Nigeria.